# Знамя Труда — 2
«Знамя Труда — 2» — советский и российский футбольный клуб из Орехово-Зуево. Основан не позднее 1948 года. Фарм-клуб клуба «Знамя Труда». В 1948—1949 и 1968—1969 годах выступал во второй группе и классе «Б» чемпионата СССР под названиями «Химик» и «Карболит».

## Названия
- …1948—1962… — «Химик»
- …1968—1969… — «Карболит»
- ? —2000, 2002 —2008 — «Химик»
- 2001 — «Химик-Спартак»
- 2009—2012, 2014, с 2019  — «Знамя Труда — 2»
- 2013 — «Орехово»
- 2017 — СШ «Спартак-Орехово»-М
- 2018 — СШ «Спартак-Орехово»

## Достижения
- 5-е место в зоне 2-й группы (1948, 1949).
- 1/2 зонального финала Кубка СССР (1949).